# Cyathomone
Cyathomone é um género botânico pertencente à família Asteraceae. Encontrado no Equador, com apenas uma espécie do gênero descoberto até então, Cyathomone sodiroi.

## Espécies
- Cyathomone sodiroi